# Cooper T45
Ne doit pas être confondu avec BAe Hawk#T-45 Goshawk.
Chronologie des modèles (1958 - 1961)
Cooper T44 Cooper T51
Evolution de la Cooper T43, la Cooper T45 est une des premières Formule 1 à moteur central arrière. Conçue par John Cooper pour la saison 1958, elle s'imposa notamment au Grand Prix de Monaco 1958 aux mains de Maurice Trintignant.